# پینازپام
پینازپام (انگلیسی: Pinazepam) نوعی داروی بنزودیازپین است که دارای خواص ضداضطراب, آرامبخش و شل کننده عضلات اسکلتی است.